# Перелиска (річка)
Перелиска — річка в Україні, у Сторожинецькому районі Чернівецької області, ліва притока Малого Серету (басейн Дунаю).

## Опис
Довжина річки приблизно 5 км. Формується з багатьох безіменних струмків та 1 водойми.

## Розташування
Бере початок на північному сході від села Череш. Тече переважно на південний схід через село Будинець і впадає у річку Малий Серет, праву притоку Серету. 
Річку перетинає автомобілна дорога Т 2624.